# Ankofa
Ankofa est une commune rurale malgache dans la région d'Ambatosoa.